# Angeot
Angeot je francouzská obec v departementu Territoire de Belfort, v regionu Franche-Comté v severovýchodní Francii.